# Frieda Hackhe-Döbel
Frieda Hackhe-Döbel, geb. Döbel, (* 9. April 1911 in Kiel; † 26. September 1977) war eine deutsche Politikerin der SPD.

## Ausbildung und frühere Tätigkeiten
Frieda Döbel war evangelisch-lutherischen Glaubens und besuchte die Volksschule. Vor 1933 verdingte sie sich mit Tätigkeiten als Hausgehilfin sowie in einem Kindererholungsheim. Zudem war sie aktives Mitglied in der Sozialistischen Arbeiter-Jugend.
Nach 1933 studierte Frieda Döbel nacheinander an der Hochschule für Wirtschaft in Berlin und dem Berufspädagogischen Institut Berlin, wo sie sich zur Gewerbelehrerin (Berufsschul-Lehrerin) ausbilden ließ. Anschließend ging sie in den Schuldienst, beamtet wurde sie nach 1945. Danker und Lehmann-Himmel charakterisieren sie in ihrer Studie über das Verhalten und die Einstellungen der Schleswig-Holsteinischen Landtagsabgeordneten und Regierungsmitglieder der Nachkriegszeit in der NS-Zeit als Jongleurin und „angepasst / ambivalent“.
Anfang 1945 gehörte Frieda Döbel zu einem der sog. Stubenzirkel und damit zu Personen, die sich unter Geheimhaltung in wechselnden Stuben trafen und über Pläne für die Zeit nach der des Nationalsozialismus diskutierten.

## Abgeordnete
Frieda Döbel war von Februar bis November 1946 für die SPD Schleswig-Holstein Mitglied im Provinzialbeirat der Provinz Schleswig-Holstein und wurde hierfür von der britischen Militäradministration ernannt. Tätig war sie hier im Ausschuss für Volksbildung. Im Mai wurde der Beirat in Provinziallandtag, im September schließlich im Zuge der Umwandlung der Provinz in ein Bundesland in Landtag umbenannt. Diese Gremien hatten vor allem anfangs eine beratende Funktion und stark eingeschränkte Kompetenzen in der Gesetzgebung.
In der zweiten Periode dieses Ernannten Landtages von Schleswig-Holstein wurde Döbel im Dezember 1946 erneut ausgewählt und blieb in dieser Position bis zum Ende des Ernannten Landtages im April 1947. Tätig war sie hier in den Ausschüssen für Gesundheitswesen sowie für Volksbildung und Erziehung. Außerdem war sie in dieser Zeit Mitglied in einem Untersuchungsausschuss.
Nach der ersten Landtagswahl in Schleswig-Holstein im April 1947 zog Frieda Döbel als Direktkandidatin für den Wahlkreis Kiel III, in dem sie 48,5 Prozent der Stimmen erhielt, in den Landtag als Abgeordnete ein. Bis zu ihrem Ausscheiden aus dem Parlament im Mai 1950 hatte Frieda Döbel, die zwischenzeitlich heiratete und ihren Nachnamen in Hackhe-Döbel ändern ließ, den Vorsitz des Ausschusses für Volksbildung und Erziehung inne. Zudem arbeitete sie in dieser Zeit im Studentenprüfungsausschuss sowie als parlamentarische Vertreterin im Ressort Volksbildung für das Kabinett Lüdemann bis zu dessen Auflösung im August 1949.